# Breastovo, Sliven
Breastovo (în bulgară Брястово) este un sat în comuna Nova Zagora, regiunea Sliven,  Bulgaria. 

## Demografie
Componența etnică a satului Breastovo
     Bulgari (93,72%)
     Romi (3,13%)
     Nicio identificare (3,13%)
     Altele (0%)
La recensământul din 2011, populația satului Breastovo era de 255 locuitori. Din punct de vedere etnic, majoritatea locuitorilor (93,72%) erau bulgari, cu o minoritate de romi (3,13%). Pentru 3,13% din locuitori nu este cunoscută apartenența etnică.